# Грб Сенегала
Грб Сенегала је званични хералдички симбол афричке државе Републике Сенегал. Грб је усвојен након стицања независности од француске колонијалне управе. На грбу су присутне панафричке боје.

## Опис
У центалном делу грба стоји штит подељен на два вертикална поља. На левом пољу црвене боје стоји златни лав у нападачком положају. Лав је учестао симбол северносенегалских народа, који чине већину становништва. Лав је био симбол тих народа и пре француске власти, а представљао је лава краља бога Сунца. Данас је национална животиња Сенегала. На десном пољу златне боје стоји стабло баобаба. Испод стабла је таласаста зелена трака. Изнад штита се налази зелена петокрака звезда, а испод највише сенегалско одликовање, Национални орден лава.
Штит је окружен сребрним венцем од палмина лишћа, које је повезано траком са државним геслом на француском, „један народ, један циљ, једна вера“ („Un Peuple Un But Une Foi”).